# Station Kuźnica
Station Kuźnica is een spoorwegstation in de Poolse plaats Kuźnica.